# San Luis (Santiago de Cuba)

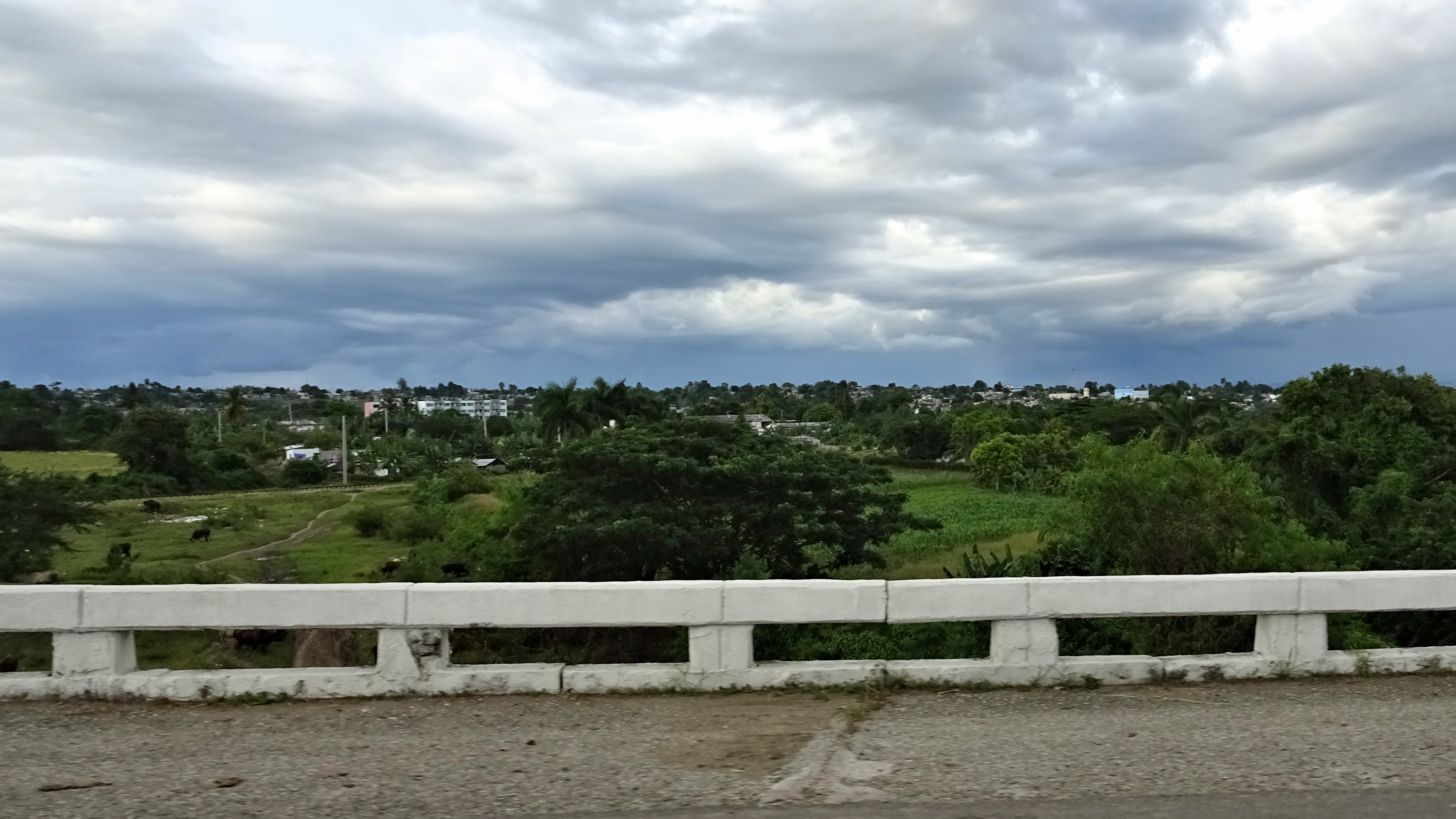
San Luis

San Luís é uma cidade de Cuba pertencente à província de Santiago de Cuba.